# Леонов, Николай Иванович (Герой Советского Союза)
Николай Иванович Леонов (20 апреля 1919 года, Кремяное, Курская губерния — 3 мая 1997, Батайск, Ростовская область) — лётчик-ас, участник Великой Отечественной войны, Герой Советского Союза, командир эскадрильи 183-го истребительного авиационного полка (294-я истребительная авиационная дивизия, 4-й истребительный авиационный корпус, 5-я воздушная армия, 2-й Украинский фронт), старший лейтенант.

## Биография
Родился 20 апреля 1919 года в селе Кремяное (по другим данным — Крымянское), ныне Кореневского района Курской области, в семье служащего. Русский.
После окончания 7 классов работал токарем в Курске на ремонтном заводе имени М. И. Калинина, одновременно учился в аэроклубе. В РККА — с 1937 года. В 1939 году окончил военную авиационную школу лётчиков. Член ВКП(б) с 1943 года.
На фронтах Великой Отечественной войны — с июня 1942 года. Старший лейтенант Леонов Н. И. к ноябрю 1943 года произвёл 173 боевых вылета, в 31 воздушном бою сбил 15 самолётов противника. В январе 1944 года таранил фашистский бомбардировщик Ju-87, сам совершил посадку на поврежденном самолёте. К концу войны гвардии майор Н. И. Леонов выполнил более 200 успешных боевых вылетов, лично сбил 21 самолёт противника.
После войны продолжал служить в ВВС. В 1951 году окончил Высшие офицерские лётно-тактические курсы.
С 1957 года полковник Леонов — в запасе. Жил в городе Батайске Ростовской области. Работал контролёром на заводе.
Умер 3 мая 1997 года, похоронен в Батайске на Новостроенском кладбище.

## Награды
- Звание Героя Советского Союза с вручением ордена Ленина и медали «Золотая Звезда» (№ 1450) Николаю Ивановичу Леонову присвоено 13 апреля 1944 года.
- Награждён орденом Ленина, тремя орденами Красного Знамени, орденом Отечественной войны 1 степени, двумя орденами Красной Звезды, а также многими медалями.

Бюст в Батайске
Могила в Батайске